# Union 1861 Schönebeck
Union 1861 Schönebeck e. V. ist ein Mehrspartensportverein und der größte Sportverein der Stadt Schönebeck und des Salzlandkreises im Bundesland Sachsen-Anhalt.

## Geschichte
Die Geschichte von Union Schönebeck geht zurück auf den am 12. September 1861 gegründeten Männer-Turn-Verein MTV 1861. Der MTV 1861 hatte anfangs 42 Mitglieder (nur Männer). 1886 entstand die „Freie Turnerschaft“ als Arbeiterturnverein. Im Jahr 1905 wurde eine Frauenabteilung gegründet. 1930 wurde ein neuer Sportplatzes mit Vereinsheim an der Magdeburger Straße (heutiges Stadiongelände) errichtet. 1934 wurde die Turn und Sportvereinigung von 1861 Bad Salzelmen (TSVg) gegründet.
Bis zum Ende des Zweiten Weltkrieges war der Verein im Stadtteil Salzelmen beheimatet. Nach dem von der sowjetischen Besatzungsmacht in der Nachkriegszeit veranlassten Vereinsverbot und der Beschränkung der Sportwettkämpfe auf die lokale Ebene gründeten sich 1946 in Schönebeck mehrere locker organisierte Sportgemeinschaften, die später in Betriebssportgemeinschaften (BSG) umgewandelt wurden. Durch die Besatzungsmacht wurden in Schönebeck folgende Vereine zugelassen:
- Altstadt (Vorgänger der BSG Motor)
- Neustadt (Vorgänger der BSG Chemie)
- Frohse
- Felgeleben
- Salzelmen

Mit der politischen Wende von 1989 entfiel unter den neuen wirtschaftlichen Gegebenheiten die weitere Unterstützung der bisherigen Trägerbetriebe. Aus den BSGs wurden eingetragene Vereine. Mit Wirkung zum 1. Juli 2016 fusionierten der Schönebecker SC 1861 und der Schönebecker SV 1861 zum Union 1861 Schönebeck.

### BSG Motor und Schönebecker SV 1861
Hauptartikel: Schönebecker SV 1861

Historisches Logo der BSG

Zu den nach 1945 gegründeten Sportgemeinschaften gehörte unter anderem auch die SG Altstadt, die später in SG Organa umbenannt wurde. Nach der Neuorganisation des Sportbetriebes in der DDR durch Betriebssportgemeinschaften (BSG) wurde die SG Organa in die BSG Motor Schönebeck umgewandelt. Der Name Motor steht für die Zuordnung zur zentralen Sportvereinigung des Maschinen- und Fahrzeugbaus, denn als Trägerbetriebe für die BSG fungierten das Traktoren- und das Dieselmotorenwerk in Schönebeck. Als Sportstätte stand das „Sportforum der Deutsch-Sowjetischen Freundschaft“ zur Verfügung, das bis 1989 auf ein Fassungsvermögen von 7.000 Zuschauern ausgebaut wurde.
1990 wurde die Betriebssportgemeinschaft in den Schönebecker SV 1861 umgewandelt. Er bot neben Fußball auch die Sportarten Volleyball, Schwimmen, Orientierungslauf, Tischtennis, Badminton, Bogenschießen Kegeln und Schach an.

### BSG Chemie und Schönebecker Sportclub 1861
Hauptartikel: Schönebecker SC 1861
1950 wurde aus der SG Neustadt die BSG Chemie Schönebeck gegründet. Wichtigster Trägerbetrieb wurde das Sprengstoffwerk Schönebeck, das seiner BSG den Namen „Chemie Schönebeck“ verlieh. Schon 1955 wurde den 876 Mitgliedern Sport in 15 verschiedenen Sektionen angeboten. Zu den erfolgreichsten Sektionen gehörten Turnen und Tischtennis.
Am 4. Juli 1990 wurde aus der BSG Chemie der Schönebecker Sportclub e. V. (SSC) gegründet. Er bot neben Fußball auch Volleyball, Leichtathletik, Kanu, Rudern, Turnen, Tennis und Tischtennis an. Mit seinem 1998 sanierten Stadion an der Magdeburger Straße verfügte er über eine Sportanlage, die sowohl für Fußball als auch von den Leichtathleten genutzt werden kann.

## Bedeutende Sportveranstaltungen
Durch Union Schönebeck werden einige überregional bekannte Sportveranstaltungen ausgerichtet bzw. unterstützt
- Schönebecker Sole-Cup (Leichtathletik, seit 2005)
- Schönebecker Dreibrückenlauf (Langlauf mit 13,76 km Gesamtstrecke über die Schönebecker Elbauenbrücke, die Ernst-Thälmann-Brücke Schönebeck und die Salinebrücke, seit 2013)

## Sportarten
Union 1861 bietet folgende Sportarten an:

### Bogensport
Der Bogensport ist die kleinste Abteilung des Sportvereins. Die Bogensportler haben bei deutschen Meisterschaften vordere Plätze belegt. Der Schießstand der Abteilung Bogensport befindet sich in der Barbarastraße. Im Winter wird die Sporthalle des Berufsschulzentrums Frohse genutzt.

### Fußball/eSoccer
Die 1. Herrenmannschaft, zzt. trainiert von André Hoof (Stand 6. Oktober 2022), übernahm zur Saison 2016/17 den Abstiegsplatz des SSC in der Landesliga Nord Sachsen-Anhalt, die zweite Mannschaft startet durch den Aufstiegsverzicht des SSV in der neuen Saison in der Landesklasse 2. Im ersten Jahr der Fusion stieg die 1. Männermannschaft in die Verbandsliga Sachsen-Anhalt auf. Nach 2 Jahren in der Verbandsliga spielt die erste Herrenmannschaft ab der Saison 2019/2020 wieder in der Landesliga Nord. Die zweite Mannschaft startet seit der Saison 22/23 in der Kreisliga. Von der U19 bis zur U7 (Bambinis) sind alle Altersklassen in der Abteilung Fußball vertreten.
Seit 2018 ist der Verein auch im eSoccer aktiv und veranstaltet neben regelmäßigen Trainingseinheiten auch diverse Online- und Offlineturniere.

### Kanu
Am 26. Februar 1923 gründet sich der erste Kanuverein Schönebecks, der im heutigen Clubhaus des Yachtclub Schönebecks e. V. angesiedelt war.
In den frühen 50er Jahren erreichte die Sektion Kanu der BSG Chemie beachtliche Erfolge im Kanusport. Dazu gehörten Siege in den Jahren 1952/53 bei Kreis- und Bezirksmeisterschaften und ein dritter und vierter Platz bei den DDR-Meisterschaft 1953.
Ab 1954 wurden nach Bildung des Sportclubs Magdeburg viele Leistungssportler nach Magdeburg abgezogen. Hinzu kam der Mangel an Schalenbooten. Deshalb wurde verstärkt der Breitensport entwickelt, mit dem Schwerpunkt Wanderfahrten. Später entwickelte sich wieder ein aktiver Wettkampfsport auf der Elbe bei Schönebeck. Seit den 1990er Jahren errangen die Kanuten des Schönebecker Sportclubs zahlreichen Titel und vordere Platzierungen auf den Regattastrecken Sachsen-Anhalts, Brandenburgs und Niedersachsens errangen. Auch als Teilnehmer der Landesauswahl Sachsen-Anhalts waren die Sportler sehr erfolgreich. Bei der internationalen Nachwuchs-Regatta in Belgien 1999 mit 17 Nationen war Jörg Seidler mit zwei ersten, zwei zweiten und einem dritten Platz einer der erfolgreichsten Teilnehmer. Auch in den folgenden Jahren wurden einige Erfolge erreicht und auch gelegentlich Sportler zum Sportclub Magdeburg entsandt.
Zum 31. Dezember 2023 wechselte der überwiegende Teil der Kanuabteilung zum 2023 am selben Ort neu gegründeten Kanuverein Schönebecker Kanu Club. In der Abteilung Kanu blieben nur wenige Mitglieder.

### Leichtathletik
Die Sportstätte der Leichtathleten ist das von 1998 bis 1999 sanierte Stadion Magdeburger Straße.

### Rudern
Die Abteilung Rudern geht auf den 1894 gegründeten Ballspielclub Victoria zurück, aus dem später der RC Victoria wurde. Vor dem Krieg befand sich das Bootshaus auf der Grünewalder Elbseite an der alten Fährstelle. Nach dem Krieg war K. Töpfer der erste Sektionsleiter. Ihm folgten F. Lewy, K. Krieg, H. Lewy, V. Smolka, H.-D. Richter, R. Ignatius, J. Schulke sowie der jetzige Abteilungsleiter Carsten Manzke.
Die erste Schönebecker Nachkriegsregatta fand im September 1953 statt. Ab dann entwickelte sich das Rudern durch die Unterstützung der damaligen Trägerbetriebe weiter. Mit dem Einzug in die ehemalige Ausflugsstätte Buschhaus und der Übergabe des von Sportlern und Eltern umgebauten Schützenhauses an die Ruderer und dem gleichzeitigen Auszug der Segler verbesserten sich die Bedingungen grundlegend. Von da an trat das leitungsorientierte Rudern immer mehr in den Vordergrund. Zahlreiche Jugendliche wurden zum Sportclub nach Magdeburg delegiert wurden. 1981 entstanden zwei neue Bootshallen mit Werkstatt.
Im Jahr 2000 ergänzten ein Doppelvierer und ein gebrauchter Achter die SSC-Flotte.
Zur Abteilung Rudern gehören etwa 100 Frauen, Männer, Kinder und Jugendliche. Viele Siege und gute Platzierungen in allen Altersklassen bei DDR-Spartakiaden, Meisterschaften, deutschen Meisterschaften, Landesmeisterschaften, bei Bundeswettbewerben und beim FISA World Masters zeugen von der Leistungsstärke der SSC-Ruderer. Auch die zwei Titel 1996 und 1998 für W. Sydlik reihen sich ein in diese Erfolgsbilanz. Die oftmals siegreiche Ruderin Gabi Wölfer erhielt Ende 1999 das Ehrenabzeichen des SSC in Gold.
Im Februar 2018 wurde der Ersatzneubau des nach dem Hochwasser 2013 schwer beschädigtem Vereinshauses nach einjähriger Bauzeit übergeben.

### Schach
Die Abteilung Schach trainiert für Wettkämpfe auf Bezirks-, Landes- und Bundesebene. Außerdem werden Arbeitsgemeinschaften in mehreren Schulen der Stadt Schönebeck durch Inhaber des Deutschen Schulschachpatents betreut und Seniorenschachveranstaltungen durchgeführt.

### Schwimmen/Wasserball
Die Abteilung Schwimmen wurde 1910 als Schwimmsportclub Elbe gegründet. Nach dem Zweiten Weltkrieg wurde der Schwimmsport im MTV bzw. der BSG „Motor“ Schönebeck fortgesetzt. Etwa 200 Kinder, Jugendliche, Junggebliebene und Mastersschwimmer sind Mitglied. Innerhalb der Abteilung Schwimmen gibt es die zwei Sparten Wasserball und Schwimmen. Trainiert wird in der Schwimmhalle Schönebeck und im Freibad Schönebeck.

### Weitere Sportarten
Allgemeine Sportgruppen, Badminton, Boule – Pétanque, Gesundheitssport, Kegeln, Kraftsport, Orientierungslauf, Reitsport, Tanzen/Breakdance, Tennis, Tischtennis, Turnen, Volleyball